# Rozier-en-Donzy
Rozier-en-Donzy là một xã trong tỉnh Loire miền trung nước Pháp.